# Nádorvárosi Stadion
Nádorvárosi Stadion – stadion piłkarski w mieście Győr, na Węgrzech. Może pomieścić 6000 widzów. Swoje spotkania rozgrywają na nim piłkarze klubu DAC 1912 FC. Obiekt został wybudowany w latach 1978–1980 i otwarty 30 lipca 1980 roku spotkaniem gospodarzy (wówczas pod nazwą MÁV-DAC) z lokalnym rywalem, drużyną Rába ETO (1:5).